# 黛りんたろう
黛 りんたろう（まゆずみ りんたろう、1953年 - ）は、NHKエンタープライズ所属のドラマ番組ディレクター、演出家、映画監督。

## 来歴・人物
東京都生まれ。黛敏郎の長男。夫人は女優の平淑恵。
1975年（昭和50年）に学習院大学文学部哲学科を卒業し、NHKに入局。
京都放送局勤務を経て、東京ドラマ部へ異動。
2019年11月9日に開催された「天皇陛下御即位をお祝いする国民祭典」第2部「祝賀式典」の総合演出を務めた。　

## 手掛けたドラマ
- 花丸銀平（1984年、銀河テレビ小説）
- 澪つくし（1985年、朝の連続テレビ小説）
- 武蔵坊弁慶（1986年、新大型時代劇）
- イキのいい奴（1987年、水曜ドラマ）
- 空が青かったとき（1988年）
- ひとつの空の下で 鉄棒（1988年）
- ハートブレイクなんて、へっちゃら（1988年）
- うさぎの休日（1988年）
- 夜の長い叫び（1989年、シリーズドラマ10）
- ダックスフントのワープ（1989年）
- 花の乱（1994年、大河ドラマ）
- 秀吉（1996年、大河ドラマ）
- 鏡は眠らない（1997年、水曜ドラマ）
- 風になれ鳥になれ（1998年、土曜ドラマ）
- すずらん（1999年、朝の連続テレビ小説）
- 四千万歩の男・伊能忠敬 人生ふた山、55歳の挑戦 妻が支えた日本地図作り（2001年、正月時代劇）
- 茉莉子（2001年、ハイビジョンサスペンス）
- 五瓣の椿（2001年、金曜時代劇）
- 川、いつか海へ 6つの愛の物語（2003年、テレビ放送開始50周年記念ドラマ）
- 義経（2005年、大河ドラマ）
- 新マチベン 〜オトナの出番〜（2007年、土曜ドラマ）
- 雪之丞変化（2008年、正月時代劇）
- オトコマエ!シリーズ（2008年 - 、土曜時代劇）
- 隠密秘帖（2011年、正月時代劇）
- 隠密八百八町（2011年、土曜時代劇）
- 神様の女房（2011年、土曜ドラマ）
- 新・御宿かわせみ（2013年）
- 鼠、江戸を疾る（2014年）
  - 鼠、江戸を疾る2（2016年）[5]
- 紙の月（2014年、ドラマ10）
- 風の峠〜銀漢の賦〜（2015年、木曜時代劇）
- まんまこと〜麻之助裁定帳〜（2015年、木曜時代劇）
- ぬけまいる〜女三人伊勢参り（2018年、土曜時代ドラマ）
- 螢草 菜々の剣（2019年、BS時代劇）
- 空白を満たしなさい（2022年、土曜ドラマ）[6]
- 一橋桐子の犯罪日記（2022年、土曜ドラマ）
- 光る君へ（2024年、大河ドラマ）

## 劇場公開作品
- 1994年『RAMPO』（黛バージョン） - 監督・脚本
- 1994年『RAMPO』（奥山バージョン） - 監督協力・脚本協力
- 2000年『すずらん 少女萌の物語』 - 監督

## 著書
- 『大河ドラマ『義経』ができるまで』春風社（2005年3月3日出版）ISBN 4861100291